# 國枝すみれ
國枝 すみれ（くにえだ すみれ、1967年11月24日 - ）は、毎日新聞社の記者。東京都出身。

## 人物・来歴
東京都目黒区生まれ、神奈川県藤沢市鵠沼育ち。双子の姉がいる。藤沢市立鵠洋小学校、藤沢市立鵠沼中学校、神奈川県立湘南高等学校を経て、慶應義塾大学法学部政治学科を卒業。大学時代にメリーランド大学に交換留学する。
1991年毎日新聞社に入社。英字新聞「毎日デイリーニューズ」編集部に勤務。西部本社福岡総局、2003年ロサンゼルス支局を経て、2008年から東京本社夕刊編集部。メキシコシティ支局を経て、2016年ニューヨーク支局長。2019年統合デジタル取材センター。
2005年、長崎への原爆投下の1か月後に現地に入り惨状をルポしたものの検閲で公表されなかったアメリカ人記者の原稿を60年ぶりに発見して報道し、ボーン・上田記念国際記者賞を受賞。

## 著作
- 『アメリカ分断の淵をゆく 悩める大国・めげないアメリカ人』毎日新聞出版、2022年7月。ISBN 9784620327440。